# 于英川
于英川（1913年11月—1989年11月2日），黑龙江省泰来县人。中国人民解放军开国大校。

## 生平
一二九学生运动时在交通大学唐山工学院和清华大学铁道工程系学习，1935年任清华大学民先总支部负责人，1936年12月西安事变后受北方局派遣到东北军吕正操部开展兵运工作。
1937年9月加入中国共产党。1937年参加八路军。1937年底任晋察冀军区四分区第8大队政治处主任。1939年2月晋察冀军区特务团政治处主任。1944年1月任晋察冀军区机动旅5团政委，3月随旅赴延安，改称陕甘宁晋绥联防军教导第2旅，任第5团政委。
抗战胜利后，随教导第2旅赴东北。任洮南支队（教二旅第5团改称）政委。1947年5月任西满纵队独立第1师副政委。1947年8月东北野战军第七纵队19师副政委。1948年12月6日任1949年任第四十四军第157师副政治委员、代政治委员。江西军区上饶军分区政委。
建国后，江西省吉安地委常委、吉安军分区政委。江西军区政治部宣传部部长。1953年3月任江西省军区政治部主任，1955年9月被授予大校军衔。1963年11月任福州军区炮兵政治部主任，1964年12月任福州军区炮兵副政委。1968年10月-1969年1月任闽侯专区革命委员会主任。1972年7月至1973年1月兼任厦门大学军代表。1978年5月任河北省军区顾问。1955年9月被授予大校军衔。
获二级独立自由勋章、二级解放勋章。1988年7月获二级红星功勋荣誉章。